# スフィア (バンド)
スフィア（Sphere）は、アメリカ合衆国のジャズ・バンドで、ミドルネームが「スフィア」であったピアニストのセロニアス・モンクへのトリビュートとしてスタートした。
バンドは、ピアニストのケニー・バロン、ベーシストのバスター・ウィリアムス、そしてモンクのバンドメイトであった2人のメンバー、ドラマーのベン・ライリーとサックス奏者のチャーリー・ラウズで構成されていた。ラウズが1988年に亡くなった後、スフィアは解散したが、約10年後にゲイリー・バーツがラウズの代わりに加入して再結成した。
スフィアは、1982年2月17日、モンクが亡くなった日に最初のアルバムを録音した。これは、モンクの曲のトリビュート・アルバムであった。バンドは、ジャズのスタンダードとオリジナル作品を織り交ぜた、いくつかのアルバムを録音している。

## ディスコグラフィ

### アルバム
- 『フォア・イン・ワン』 - Four in One (1982年、Elektra Musician)
- Flight Path (1983年、Elektra)
- Sphere On Tour (1985年、Red)
- Live at Umbria Jazz (1986年、Red) ※後に『Pumpkin's Delight』として再発
- Four for All (1987年、Verve)
- Bird Songs (1988年、Verve)
- 『スフィア』 - Sphere (1997年、Verve) ※日本盤はケニー・バロン名義